# Metinho
Abemly Meto Silu (Matadi, República Democrática del Congo, 23 de abril de 2003), deportivamente conocido  como Metinho, es un futbolista congoleño naturalizado brasileño que juega en la demarcación centrocampista en el F. C. Basilea de Suiza.

## Trayectoria
Metinho avanzó por los equipos juveniles del Madureira E. C., antes de ir a juicio con el C. R. Vasco da Gama. Le ofrecieron un contrato, pero cambió de opinión antes de finalizar las negociaciones (decidió a esperar a que el Fluminense F. C. hiciera una oferta). Se unió a la Tricolor y se mudó de la favela a una casa propiedad del entonces compañero de equipo João Pedro. Fue el capitán del equipo sub-17 del Fluminense, y también jugó para el equipo sub-20 del club.
Hizo su debut profesional el día 7 de marzo de 2021, sustituyendo a Rafael Ribeiro en la derrota por 3-0 ante la Portuguesa.
Ese mismo año dio el salto al fútbol europeo tras fichar por el E. S. Troyes A. C. francés. Un año después de su llegada fue cedido al Lommel S. K. Las siguientes temporadas acumuló más cesiones en el Sparta de Róterdam y el F. C. Basilea, equipo en el que continuó y con el que firmó por cinco años en julio de 2025.

## Selección nacional
Se convirtió en ciudadano brasileño naturalizado en 2019. En noviembre de 2020, a pesar de no haber representado a Brasil en ningún nivel juvenil, fue convocado para entrenar con la selección absoluta, junto a su compañero de equipo Luiz Henrique.

## Palmarés

### Títulos nacionales
| Título             | Club          | País  | Año  |
| ------------------ | ------------- | ----- | ---- |
| Superliga de Suiza | F. C. Basilea | Suiza | 2025 |
| Copa de Suiza      | F. C. Basilea | Suiza | 2025 |